# Petra
Petra (tiếng Hy Lạp: πέτρα, có nghĩa là "đá"; tiếng Ả Rập: البتراء Al-Butrā) là một khu vực khảo cổ học ở phía Tây Nam Jordan, nằm trên sườn núi Hor, trong một lòng chảo nằm giữa những ngọn núi tạo nên sườn phía Đông của Arabah (Wadi Araba), một thung lũng lớn chạy từ Biển Chết đến Vịnh Aqaba.
Nó nổi tiếng vì có rất nhiều bức tượng được tạc trên vách đá. Khu vực được che giấu trong một thời gian rất dài này được công bố cho thế giới Tây phương bởi một nhà thám hiểm người Thuỵ Sĩ, Johann Ludwig Burckhardt, vào năm 1812. Nó cũng được công nhận như "một thành phố hoa hồng đỏ với tuổi đời bằng một nửa độ dài của thời gian" trong một bài thơ sonnet đạt giải thưởng Newdigate của John William Burgon. Burgon thực sự chưa đến thăm Petra, nơi mà người Âu Châu chỉ có thể tiếp cận với sự trợ giúp của hướng dẫn viên địa phương và đội hộ tống có vũ trang sau khi Thế Chiến thứ Nhất kết thúc. Khu vực này được công nhận là di sản thế giới của UNESCO năm 1985 và được mô tả là "một trong những tài sản văn hoá quý giá nhất của nhân loại".

## Địa lý

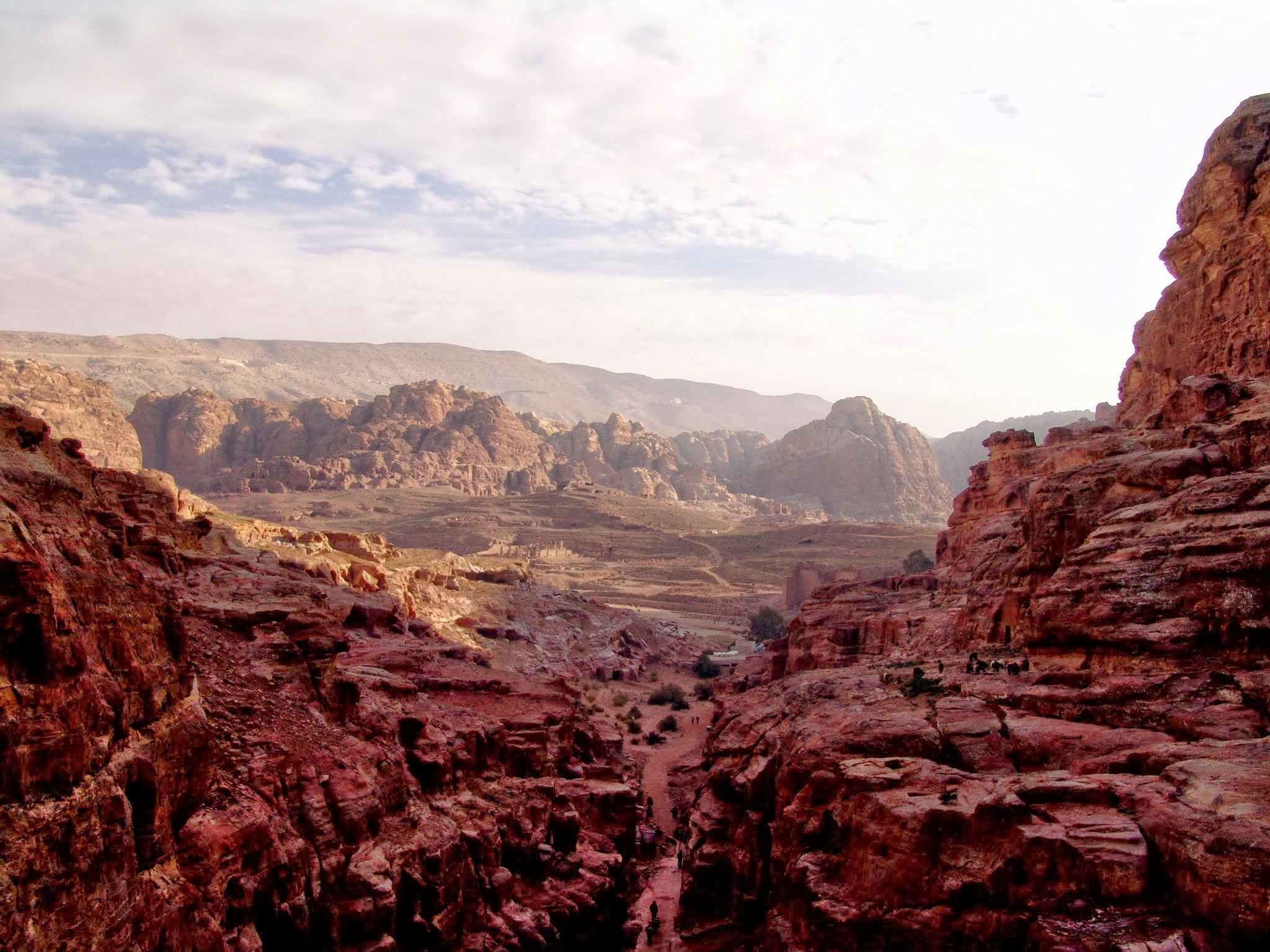
Nhìn toàn cảnh

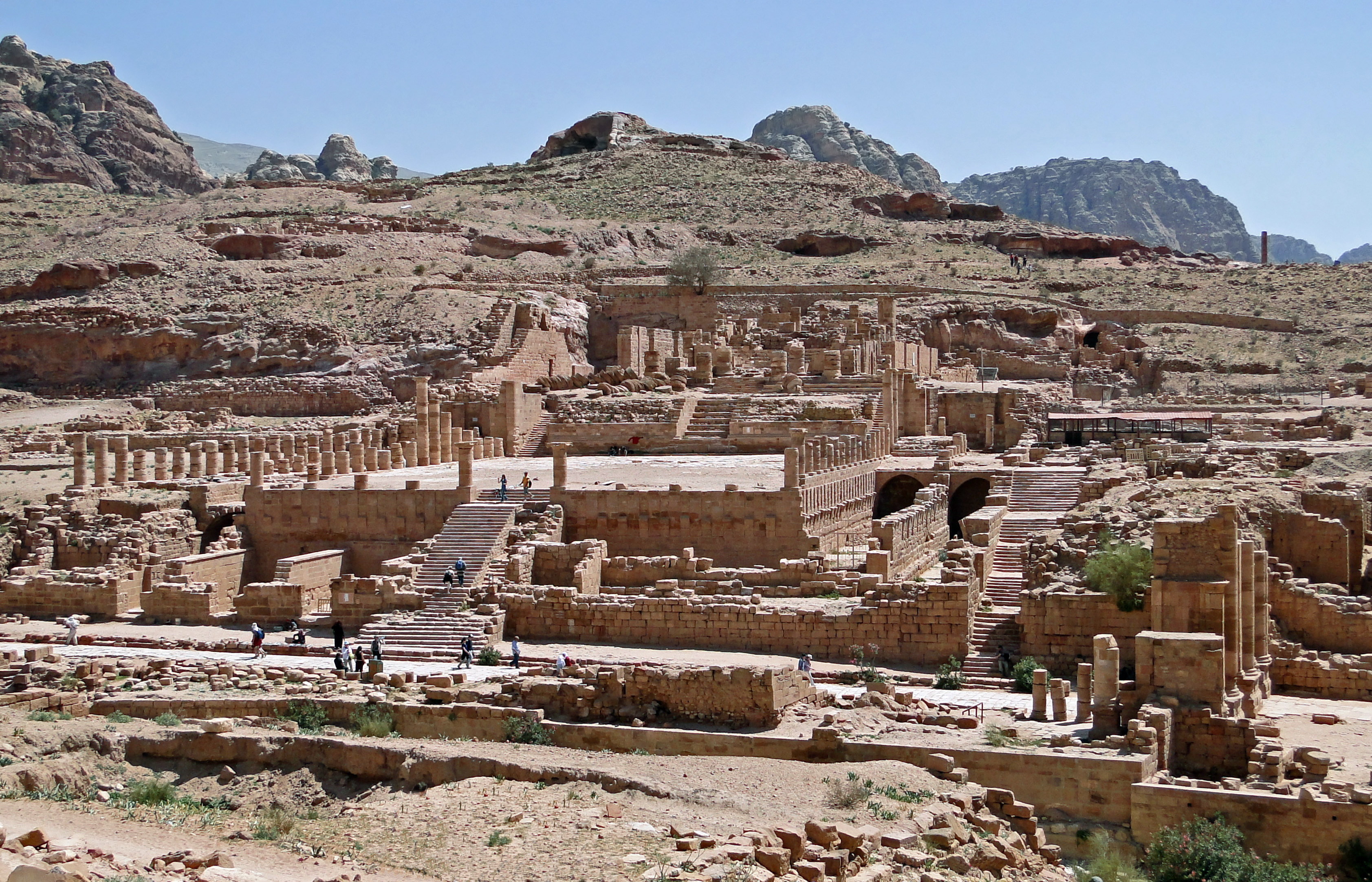
Đền lớn của Petra

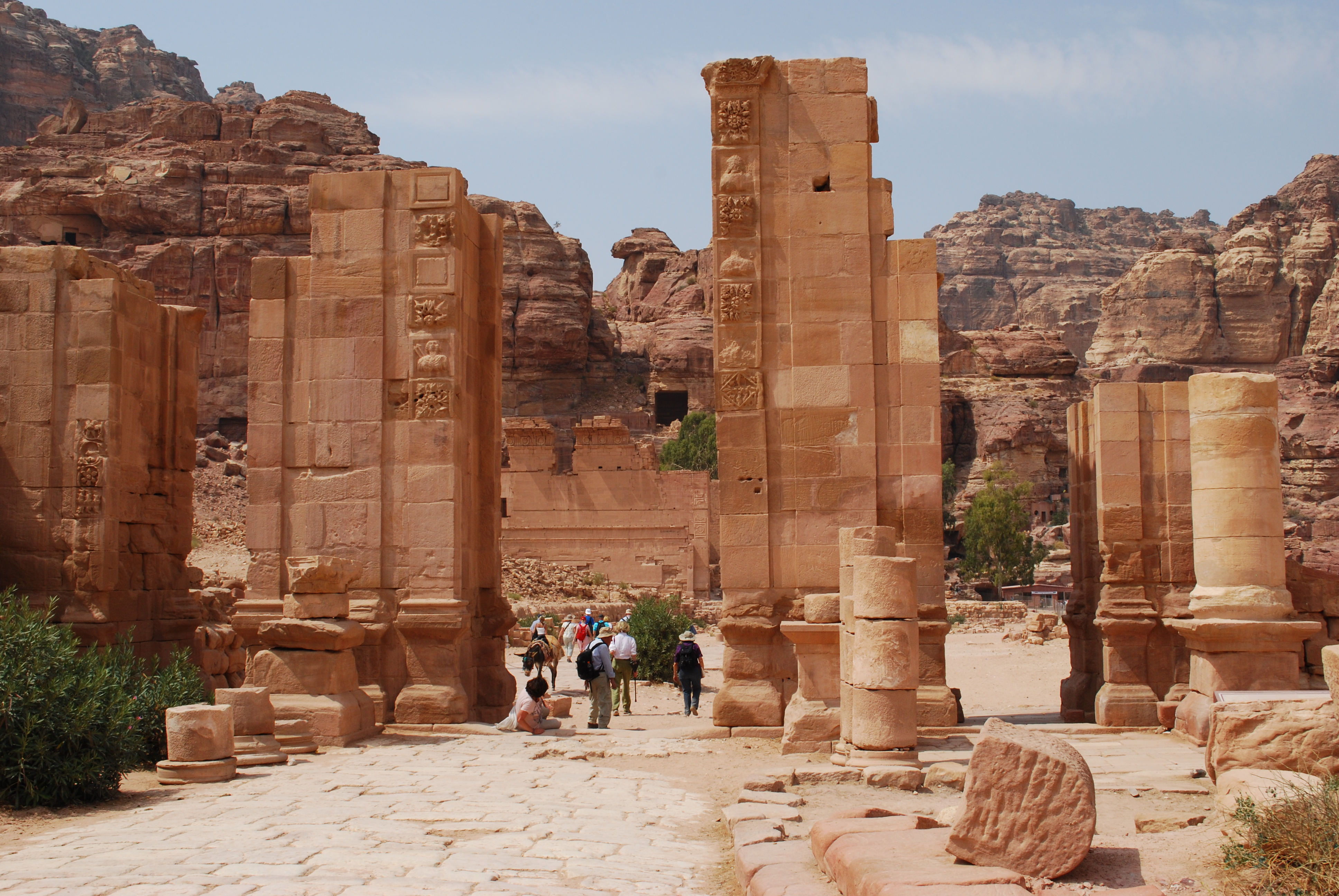
Cánh cổng Hadrian ở con đường chính (cardo maximus)

Rekem là tên cổ của Petra và xuất hiện trong Dead Sea scrolls (Những cuộn giấy da tại Biển Chết) thường được kết hợp với Núi Seir. Thêm vào đó, Eusebius và Jerome khẳng định rằng Rekem là tên gốc của Petra, dựa theo lời của Josephus, Pliny Già và các tác giả khác cũng công nhận Petra là thủ phủ của Vương quốc Nabatea của người Nabataea, những người Semite nói tiếng Aramaic, và là trung tâm của nền thương mại trao đổi bằng caravan (những nhóm lữ hành) của họ. Được che giấu bởi các vách đá nhô cao và cung cấp nước bởi một con suối quanh năm không cạn nước, Petra không chỉ có những lợi thế của một pháo đài mà còn kiểm soát các luồng thương mại chủ yếu đi qua nó để đến Gaza ở phía Tây, Bosra và Damascus ở phía Bắc, đến Aqaba và Leuce Come bên bờ Biển Đỏ, và đi qua sa mạc đến vịnh Ba Tư.

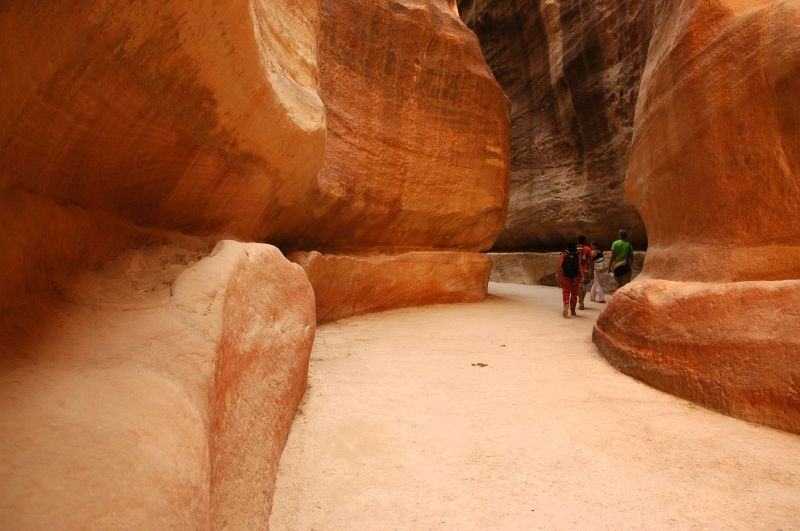
Khe núi Siq dẫn vào Petra

Các cuộc khai quật đã chứng tỏ có khả năng người Nabataea đã kiểm soát nguồn cung cấp nước dẫn tới sự phát triển của thành phố trên sa mạc, tạo nên một ốc đảo đầy tính nghệ thuật. Khu vực này cũng đã chịu ảnh hưởng bởi các trận lũ quét và các bằng chứng khảo cổ học đã cho thấy cách người Nabataea chống chọi với lũ lụt bằng cách sử dụng các đập, bể chứa và đường ống dẫn nước. Do vậy, nước được tích trữ có thể được sử dụng trong những thời kỳ hạn hán kéo dài, và thành phố đã làm giàu bằng cách bán nước.
Mặc dù dưới thời một thời xa xưa người ta có thể đến Petra từ phía Nam (qua Ả Rập Xê Út trên một tuyến đường vòng qua Jabal Haroun, Núi của Aaron, đi xuyên qua vùng đất Petra), hoặc có thể từ các cao nguyên tới phía Bắc, nhưng phần lớn các du khách hiện đại đến với khu vực cổ kính này qua cửa ngõ phía Đông. Lối vào từ phía Đông phải đi qua một hẻm núi dốc đứng vừa tối vừa hẹp (nhiều nơi chỉ rộng 3–4 m) gọi là hẻm Siq (mũi tên/ngọn giáo/tia chớp/đường thông), một thành tự nhiên được tạo thành bởi một vết nứt sâu trong các phiến đá sa thạch và là cửa ngõ tiến vào Wadi Musa. Cuối đoạn đường này là công trình có giá trị nhất ở Petra, Al Khazneh ("Kho báu"), tạc dựng ngay vào sườn núi.
Cách "Kho báu" một quãng không xa, dưới chân núi en-Nejr là một nhà hát lớn, được đặt tại chỗ mà từ đó có thể nhìn thấy nhiều lăng mộ nhất. Tại nơi mà thung lũng mở vào khu vực đất đai rộng lớn thì thành phố hiện ra với rất nhiều ấn tượng. Trong quá trình xây dựng, đài vòng (amphitheatre) được tạc vào sườn núi và một số lăng mộ. Những đường cắt vuông góc nhau ở chỗ các chỗ ngồi vẫn còn có thể quan sát được. Bao bọc thành phố ở cả ba phía là những bức tường núi màu hồng, được chia thành các cụm bởi những vết nứt sâu, và nối liền với những gò đá cao có dạng của những cái tháp.

## Lịch sử

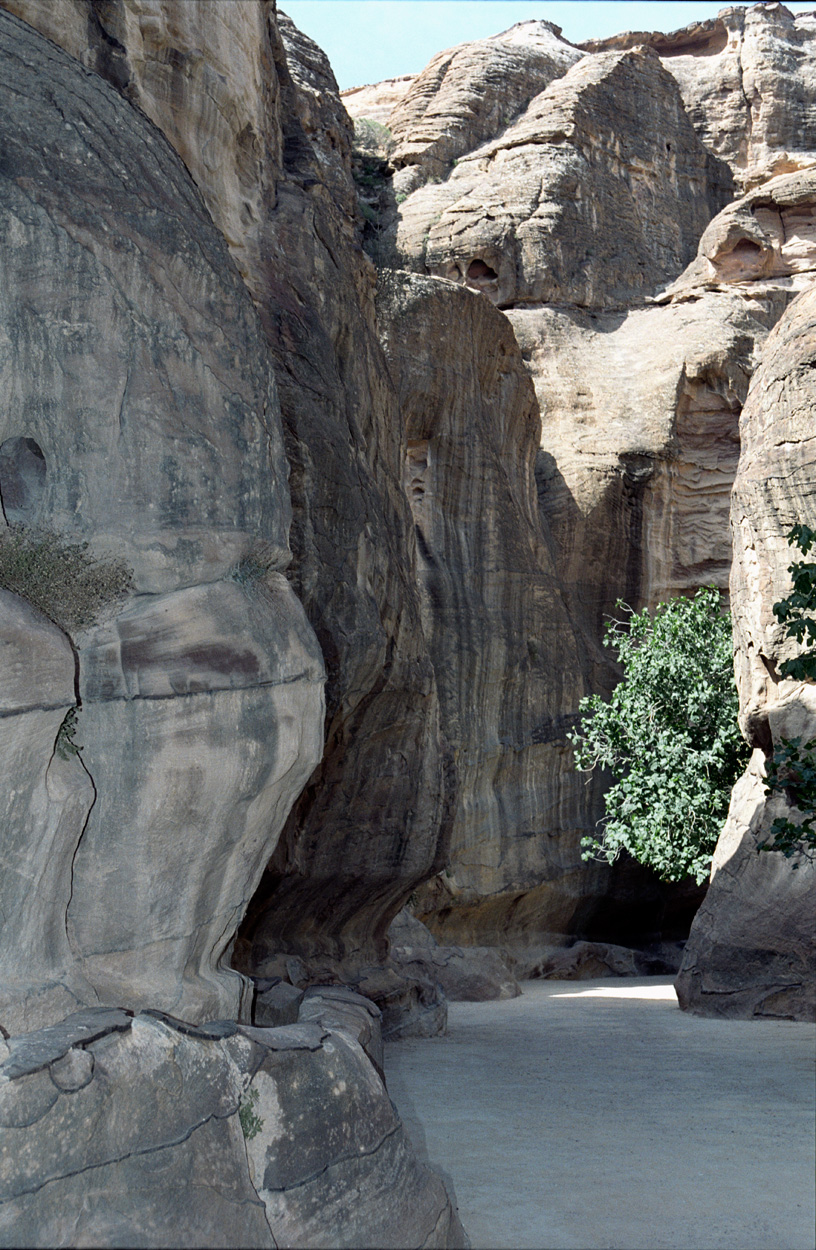
Khe núi Siq

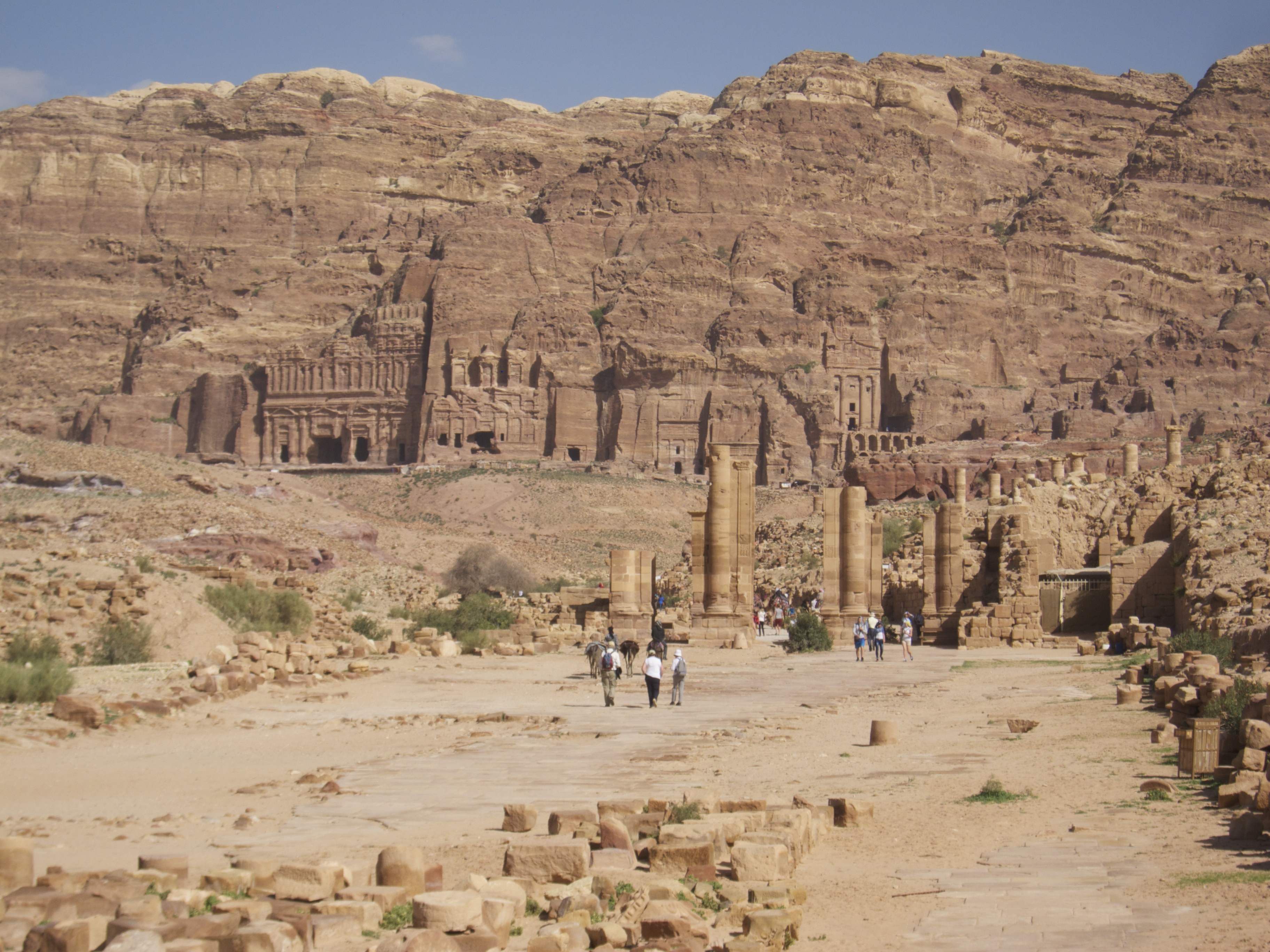
Toàn cảnh di tích Petra

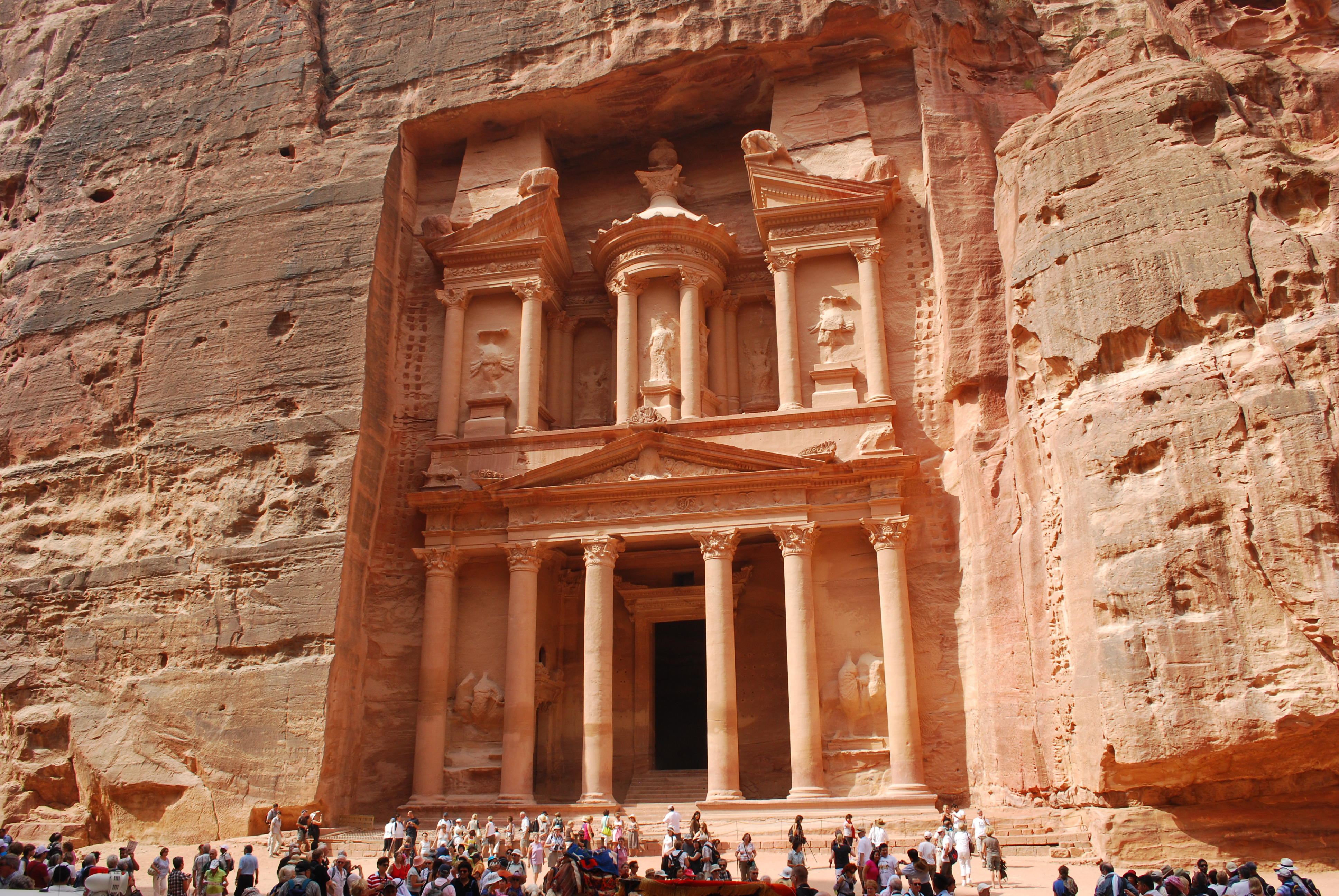
Al Khazneh (Kho báu)

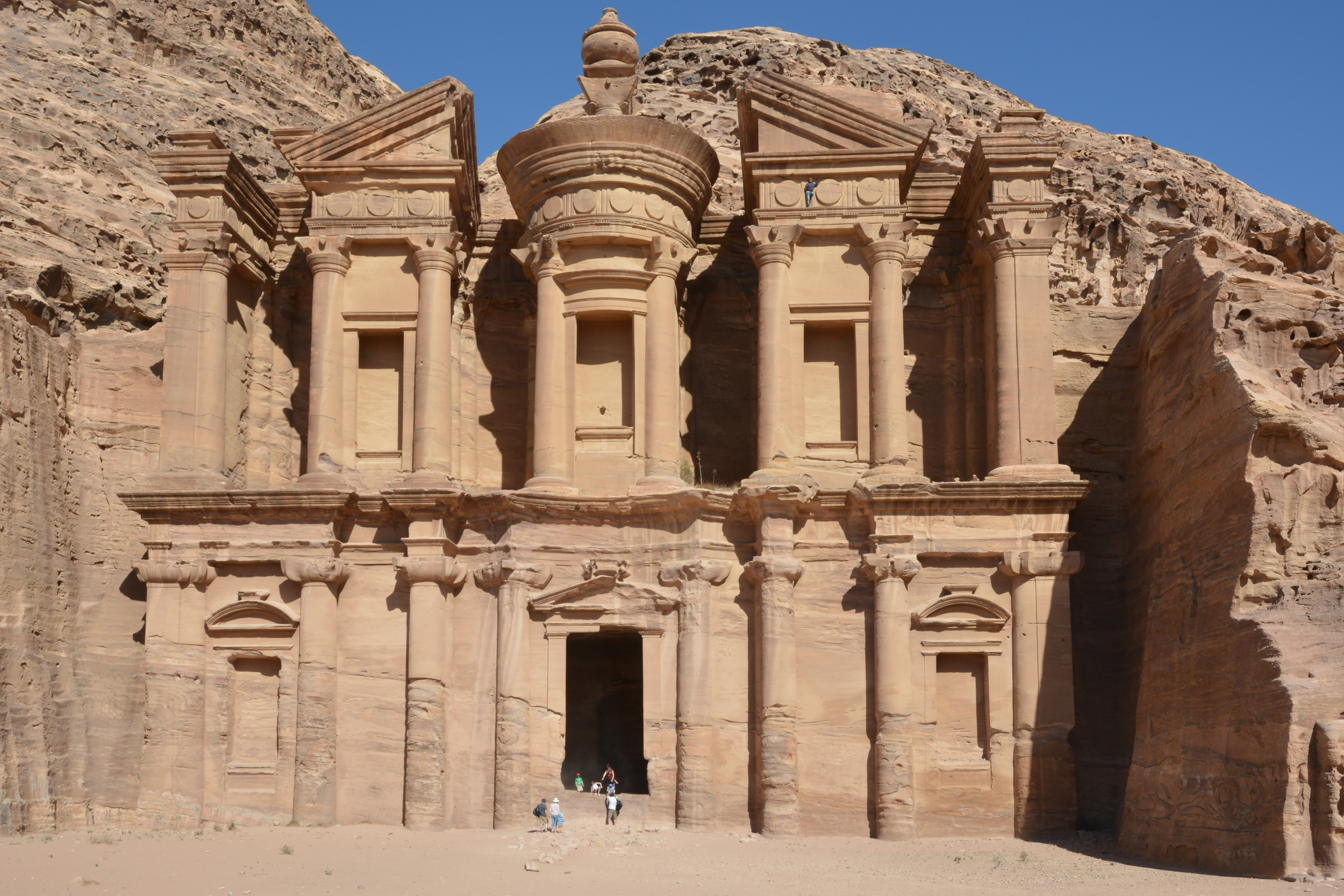
Ad Deir hay là El Deir ("Tu viện")

Đến giờ, người ta chưa phát hiện được lịch sử của Petra bắt đầu từ khi nào, phỏng đoán là 1550 đến 1292 trước Công Nguyên trong thời triều đại thứ 18 của Ai Cập. Các chứng cứ cho thấy thành phố này được xây dựng tương đối muộn, mặc dù một khu thánh địa có thể đã tồn tại ở nơi này từ thời cổ đại. Khu vực này là nơi sinh sống truyền thống của người Horites, có thể là những người cư trú trong hang động, tổ tiên của người Edomites.Thói quen của những chủ nhân đầu tiên có thể đã ảnh hưởng đến phong tục chôn người chết và tổ chức tế lễ trong những cái hang cụt của người Nabataea. Tuy nhiên, sự việc Petra được nhắc tới bằng tên gọi trong Cựu Ước không thể được chứng thực. Mặc dù Petra thường được biết đến với tên gọi Sela, cũng có nghĩa là đá, nhưng những tham khảo trong kinh Thánh cũng không rõ ràng . Sách Các Vua (2 Kings xiv. 7) có vẻ như cụ thể hơn. Trong đoạn đó, dù vậy, Sela cũng được hiểu đơn giản là "đá" (2 Chr. xxv. 12, xem LXX). Kết quả là, nhiều học giả nghi ngờ rằng liệu có hay không một thành phố có tên là Sela được nhắc đến trong Cựu Ước.
Cũng không rõ cách cư dân Semitic gọi thành phố của họ như thế nào. Có vẻ như trong tài liệu của Josephus (Antiquities of the Jews (phong tục cổ của người Do Thái) iv. 7, 1~ 4, 7), Eusebius và Jerome (Onom. sacr. 286, 71. 145, 9; 228, 55. 287, 94), khẳng định rằng Rekem là tên gốc và Rekem xuất hiện trong Dead Sea scrolls như là một Edom vĩ đại, gần như mô tả về Petra. Nhưng trong các bản viết bằng chữ Aramaic, Rekem là tên gọi của Kadesh, ngụ ý rằng Josephus có thể đã nhầm lẫn giữa hai địa danh. Đôi khi các bản viết Aramaic lại đề cập đến cụm từ Rekem-Geya như là tên của làng El-ji, nằm về phía Tây Nam của Petra. Khu vực thủ phủ, dù vậy, khó có thể được ghi lại bằng tên của một thị trấn gần đó. Tên gọi theo tiếng Semitic của thành phố, nếu không phải là Sela, thì cũng chưa biết là gì. Đoạn trích trong Diodorus Siculus (xix. 94–97) mô tả cuộc viễn chinh mà Antigonus tiến hành chống lại người Nabataea năm 312 TCN được cho là đem lại một chút ánh sáng cho lịch sử của Petra, nhưng "petra" - tượng trưng cho một pháo đài và là một nơi ẩn náu, không thể là một cái tên chính xác và những mô tả ngụ ý rằng thành phố không còn tồn tại nữa. Brünnow cho rằng từ "đá" ám chỉ khu vực núi thiêng en-Nejr (đề cập phía trên). Nhưng Buhl lại cho rằng đó một đỉnh núi cao cách Petra khoảng 16 km về phía Bắc, Shobak, núi Mont-royal của người Crusaders (lính viễn chinh).
Những bằng chứng xác thực hơn về thời điểm sớm nhất người Nabataea định cư ở đây có thể được tìm thấy qua các cuộc khảo sát các lăng mộ. Có hai nhóm khác nhau—nhóm Nabataea và nhóm Greco-Roman (Hy Lạp – La Mã). Nhóm Nabataea bắt đầu từ những mộ tháp đơn giản với một cửa vào có lan can, mô phỏng mặt tiền của một ngôi nhà. Trải qua các giai đoạn khác nhau, dạng mộ Nabataea hoàn thiện đã được đạt tới, giữ lại tất cả những đặc điểm tự nhiên, đồng thời thể hiện những đặc điểm của nghệ thuật Ai Cập và Hy Lạp. Có sự giống nhau với kiến trúc các mộ tháp ở el-I~ejr, phía Bắc khu vực Arập, với những lời đề tặng dài của Nabataea và cho biết niên đại của những thánh địa tương tự ở Petra. Sau đó là kiểu mộ với những mái vòm hình bán nguyệt, một đặc điểm học tập được từ phía Bắc Syria. Cuối cùng là kiểu mặt tiền phức tạp, sao chép lại từ một ngôi đền kiểu La Mã. Tuy nhiên, tất cả những dấu vết của phong cách ban đầu đều đã biến mất. Niên đại của các giai đoạn trong quá trình phát triển không thể xác định chính xác. Thật lạ là rất ít ghi chép, dù ngắn hay dài, được tìm thấy ở Petra, có lẽ là do chúng đã bị ảnh hưởng bởi vữa và xi măng được sử dụng trong rất nhiều công trình kiến trúc. Kiểu mộ tháp đơn giản thuộc về giai đoạn tiền Hellenic được coi là bằng chứng cho thời kỳ sớm nhất. Vẫn chưa biết chính xác người Nabataea định cư ở đây từ khi nào nhưng không thể sau thế kỷ VI TCN quá lâu.
Giai đoạn sau đó với một nền văn minh kết hợp các yếu tố của Hy Lạp, Ai Cập và Syria, thuộc về thời kỳ Ptolemies. Theo sau sự kết thúc vào cuối thế kỷ II của Công Nguyên, khi các vương quốc Ptolemaic và Seleucid sụp đổ, vương quốc của người Nabataea trở nên hùng mạnh. Dưới thời Aretas III Philhellene (85–60 BC), thời của những đồng xu bắt đầu. Nhà hát có thể được xây dựng vào thời điểm này, và Petra chắc hẳn phải có những đặc điểm của một thành phố Hellenistic. Aretas IV Philopatris, (9 BC–AD 40), là thời điểm của những lăng mộ ở núi el-I~ejr [?], và có lẽ là cả đỉnh cao vĩ đại (the great High-place).

### Thời cai trị của Đế chế La Mã
Năm 106, khi Cornelius Palma là người cai trị Syri, vùng đất Arập nằm dưới sự quản lý của Petra này bị sáp nhập vào đế chế La Mã như một phần của Arabia Petraea, triều đại phong kiến ở đây chấm dứt sự tồn tại. Nhưng thành phố vẫn tiếp tục phát triển. Một thế kỷ sau, dưới thời Alexander Severus, khi thành phố đạt tới đỉnh cao thịnh vượng, những đồng tiền đúc cũng không còn được sử dụng. Không còn những lăng mộ lộng lẫy, có thể do những tai hoạ bất ngờ, như sự xâm lược của người Persian hiện đại của đế chế Sassanid. Tuy nhiên, khi Palmyra (fl. 130–270) nâng cao được vai trò và thu hút các dòng thương mại của khu vực Arập khỏi Petra, thành phố lại dần suy sụp. Tuy nhiên, nó dường như vẫn còn tiếp tục vai trò của mình như là một trung tâm tôn giáo. Epiphanius của Salamis (c.315–403) viết rằng ở thời của ông, một lễ hội được tổ tức ở đây vào ngày 25 tháng 12 để tưởng niệm mẹ đồng trinh Chaabou và con gái bà là Dushara (Haer. 51).

### Tôn giáo

Mặt cắt nhà thờ, thế kỷ thứ V

Người Nabataea thờ các vị chúa của người Arập, những nữ thần của thời tiền Hồi giáo và một số vị vua được sùng bái của họ. Người nổi tiếng nhất trong số đó là Obodas I, được phong thần sau khi qua đời. Dushara là vị thần chính cùng với ba ngôi nữ thần Uzza, Allat và Manah. Nhiều bức tượng được tạc vào đá, mô tả các vị nam thần và nữ thần.
Đền Monastery, đền thờ lớn nhất ở Petra, được xây dựng từ thế kỷ thứ nhất trước công nguyên. Nó được dành cho Obodas I và được tin rằng là nơi nghỉ ngơi của thần Obodas. Thông điệp này được tạc trên di tích Monastery (dịch sang tiếng Arập là "Ad-Deir", có nghĩa là "tu viện").
Đạo Cơ đốc xuất hiện tại Petra từ thế kỷ IV của Công Nguyên, gần 500 năm sau khi Petra được thiết lập như một trung tâm thương mại. Athanasius đề cập đến một giáo sĩ của Petra (Anhioch. 10), tên là Asterius. Ít nhất một trong số các ngôi mộ (lăng mộ chứa tro hài cốt) được dùng như một nhà thờ. Một đoạn miêu tả viết bằng sơn đỏ ghi lại những nghi lễ phong thánh "trong thời kỳ của giáo sĩ mộ đạo nhất, Jason" (447). Đạo Cơ đốc ở Petra, cũng như ở phía Bắc vùng đất Arập, đã bị đánh bật bởi sự xâm chiếm của Hồi giáo trong giai đoạn 629–632. Trong suốt cuộc thập tự chinh lần thứ nhất, Petra bị đô hộ bởi Baldwin I của vương quốc Jerusalem and sau đó là sự cai trị của nam tước Al Karak(vùng Oultrejordain), với tên gọi Château de la Valée de Moyse hay Sela. Nó còn nằm dưới quyền lực của người Franks tới tận năm 1189. Theo truyền thống Arập, Petra là nơi Moses ném một viên đá cùng với người hầu của mình và nước bắn lên, và là nơi chị/em gái của Moses, Miriam, được chôn cất.

### Thời kỳ suy thoái
Thời kỳ suy thoái của Petra bắt đầu rất nhanh chóng dưới thời kỳ cai trị của đế chế La Mã, phần lớn là do sự chuyển hướng sang những tuyến thương mại trên biển. Năm 363, một trận động đất đã phá huỷ các công trình xây dựng và hệ thống quản lý nước . Sự suy sụp của Petra là một điều bí ẩn vào thời Trung cổ và đã chứng kiến sự thăm viếng của Sultan (vua) Baibars của Ai Cập vào thời điểm cuối thế kỷ XIII. Người châu Âu đầu tiên viết về Petra là Johann Ludwig Burckhardt vào năm 1812.

### Petra ngày nay
Ngày 6 tháng 12 năm 1985, Petra được UNESCO liệt vào hàng di sản thế giới.
Năm 2006, một nhóm kiến trúc sư bắt đầu thiết kế một "Trung tâm du lịch", và du lịch Jordan được kỳ vọng sẽ tăng trưởng mạnh mẽ với các chuyến du lịch trọn gói. Thời báo Jordan, trong số tháng 12/2006, viết rằng, 59.000 người đã tới thăm quốc gia này trong hai tháng 10 và 11, giảm 25% so với cùng kỳ năm trước, có thể là do ảnh hưởng của sự bất ổn định về chính trị hoặc sự cân nhắc về an toàn du lịch
Ngày 7 tháng 7 năm 2007, Petra được công nhận là một trong 7 kỳ quan của thế giới hiện đại.

## Petra trong phim ảnh và những tác phẩm văn hoá
- David Lean đã lên kế hoạch làm một bộ phim dài về Lawrence of Arabia (Lawrence vùng Arập) (1962), từ khi T. E. Lawrence phát hiện ra vùng đất này. Do hạn chế về kinh phí, việc sản xuất đã bị hoãn lại trước khi những cảnh quay đầu tiên được bấm máy.
- Petra được nhắc đến trong phim Indiana Jones and the Last Crusade (Indiana Jones và cuộc thập tự chinh cuối cùng) như một ngôi đền thiêng nơi Chén thánh được cất giữ.
- Bộ phim độc lập Passion in the Desert (Niềm đam mê trên sa mạc) sử dụng những địa điểm ở Petra cho việc làm phim.[10]
- Petra là nơi trốn tránh được tiên đoán trước cho The Remnant (Kẻ sống sót) trong series Left Behind (Bỏ lại phía sau).
- Nhóm nhạc rock Anh quốc The Sisters of Mercy (Những nàng tiên) quay video cho bài "Dominion" (quyền lực/lãnh thổ) ở Petra năm 1988.
- Tiểu thuyết trinh thám của Agatha Christie, Appointment with Death (Hẹn với tử thần), lấy Petra làm bối cảnh chính.
- Ha-Sela ha-Adom (The Red Rock – Đá đỏ) là một bài hát nổi tiếng trong thập kỉ 1950 ở Israel, nhắc đến một thói quen rất nguy hiểm của giới trẻ nước này là vượt qua biên giới với Jordani một cách bất hợp pháp để đến thăm Petra. Rất nhiều chuyến phiêu lưu như thế kết thúc với cái chết của những kẻ tham gia.
- Petra là nhiệm vụ cuối cùng (Eye of the Storm - mắt bão) trong trò chơi năm 2001, Spy Hunter (Kẻ săn lùng điệp viên).
- Trong cuốn sách Chasing Vermeer (Đuổi bắt Vermeer), một trong những nhân vật chính, Petra Andalee, được đặt tên theo tên của thành phố cổ.
- Trong một bộ phim hoạt hình năm 1977, "Sinbad and the Eye of the Tiger" (Sinbad và Mắt hổ), Petra được nhớ đến như là nơi ẩn náu của một phù thủy quyền lực.